# Tom Neville

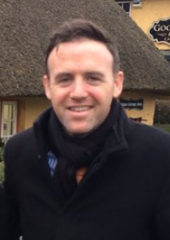
Tom Neville (2016)

Tom Neville (* 1975 in Limerick, County Limerick) ist ein irischer Schauspieler, Entertainer und war Politiker der Fine Gael; von 2016 bis 2020 war er Teachta Dála (Abgeordneter) im Dáil Éireann.

## Leben
Tom Neville ist der Sohn des früheren Abgeordneten Dan Neville und arbeitete nach seiner Schulzeit als Lehrer an einer weiterführenden Schule sowie im IT-Bereich. In Sydney erhielt er Schauspielunterricht. 2003 rückte er für seinen Vater in den Limerick County Council nach. Er wurde 2004 gewählt und schied 2009 aus dem Limerick County Council aus. 2014 wurde er erneut in den Limerick County Council gewählt. Er trat dann 2016 bei den Wahlen zum Dáil Éireann an und errang einen Sitz im Wahlkreis Limerick County. 2020 versuchte er nicht erneut, in den Dáil gewählt zu werden, sondern betrat 2022 die Bühne als Stand-Up-Comedian.
Seit 2019 ist er mit der irischen Schauspielerin Jenny Dixon verheiratet.

### Filmografie
- 2016: Colour of Forgiveness
- 2019: Full Circle
- 2023: The Gates